# Via Nuova Arbat

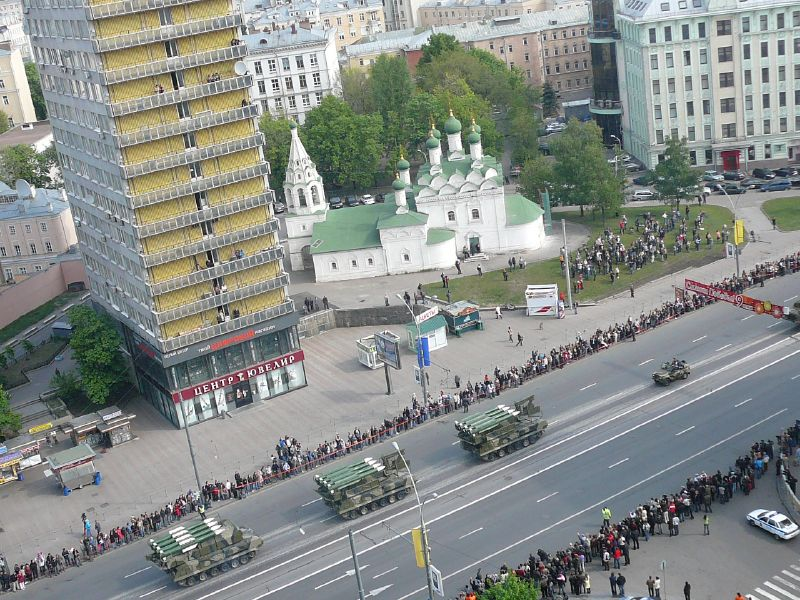
Chiesa di Simeone

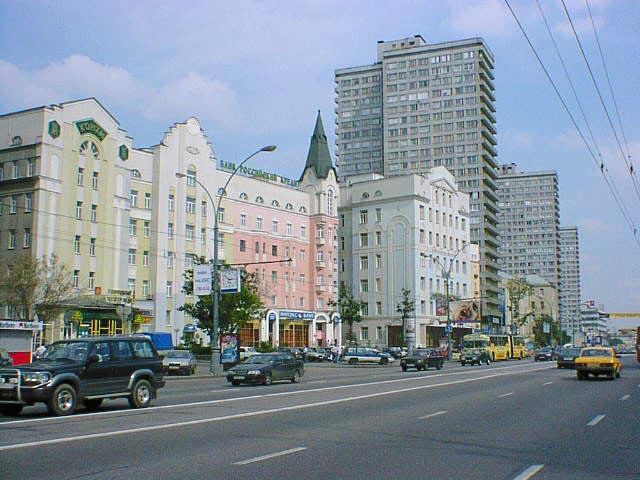
Le varie tipologie di architettura nella Novi Arbat (nord).

Via Nuova Arbat (in russo Новый Арбат?, traslitterato Novyj Arbat) è un grande viale di Mosca che va dalla Piazza Arbat al Ponte Novoarbatskij sul fiume Moscova. La nuova strada a 6 corsie, che all'origine si chiamava Prospekt Kalinin (in russo Проспект Калинина?), attraversa il quartiere Arbat ed è stata costruita nel periodo 1962-1968. Ha assunto l'attuale denominazione nel 1990.

## Dai Boulevard al Garden Ring
Questo viale moderno corre parallelo alla pittoresca via Arbat ed è stato progettato dal 1935, ma il progetto è stato ritardato a causa della seconda guerra mondiale fino a fine del 1950. La sua prima fase, è stata completato nel 1957; durante la ricostruzione della città sulla parte occidentale della riva del fiume, nel periodo 1957-1963 è stata completata la parte principale della Nuova Arbat, terminata nel 1968.
Nella parte a sud del viale, ad eccezione degli edifici storici e del ristorante Grauerman Nursery vicino a Piazza Arbat, si trovano una serie di edifici per uffici di 26 piani con ristoranti e negozi. Nonostante le dichiarazioni pubbliche del governo contro il gioco d'azzardo, più della metà di questo spazio è stato per lungo tempo occupato da casinò. Ultimamente il bando del nuovo governo sul gioco d'azzardo al di fuori delle zone consentite, ha obbligato i casinò sulla Novy Arbat a chiudere ed in buona parte sono stati trasformati in centri di intrattenimento e ristoranti.
All'opposto, nella parte nord, vi sono torri di appartamenti, intervallate dal cinema Oktiaber e da edifici per uffici creati riutilizzando strutture storiche.

## Oltre il Garden Ring
Il breve tratto nella zona del Ponte Novoarbatskij è fiancheggiata da palazzi di epoca stalinista; una parte è stata recentemente demolita per costruirvi condomini di lusso.
L'edificio più alto, la torre di 31 piani del Comecon, è stata costruita nel periodo 1965-1970.
L'Ambasciata degli Stati Uniti è situata a nord della torre del Comecon.
Casa Bianca di Russia sorge su un terrapieno ad ovest dell'ambasciata degli Stati Uniti.
Anche l'Ambasciata del Regno Unito si trova a 100 metri a sud nel viale.